# 삼플루오린화 염소
삼플루오린화 염소, 삼플루오르화 염소, 삼불화 염소(Chlorine trifluoride)는 화학식 ClF3을 갖는 할로겐간 화합물이다. 무색이고 독성이 있고 부식성이 있으며 반응성이 매우 높은 기체이며 연한 녹색을 띤 노란색 액체로 응축되며, 가장 흔히 판매되는 형태이다(상온에서 가압). 극도의 산화 특성과 많은 물질을 발화시키는 것으로 유명함에도 불구하고 삼불화염소 자체는 가연성이 아니다. 이 화합물은 부식성 특성으로 인해 반도체 산업, 원자로 연료 처리, 역사적으로 로켓 연료의 구성 요소로서 플라즈마 없는 세척 및 에칭 작업과 다양한 기타 산업 작업에 주로 관심을 갖고 있다.